# Lijst van Intercitystations in België
De volgende spoorwegstations in België worden aangedaan door een Intercitytrein:
De actuele stations waar een intercity stopt zijn te vinden op de Lijst van NMBS-stations in België.

## Antwerpen
- Antwerpen-Centraal
- Antwerpen-Berchem
- Antwerpen-Zuid
- Balen
- Essen
- Geel
- Heide
- Heist-op-den-Berg
- Herentals
- Kalmthout
- Kapellen
- Kessel
- Lier
- Mechelen
- Mechelen-Nekkerspoel
- Mol
- Mortsel-Oude-God
- Muizen
- Nijlen
- Noorderkempen
- Olen
- Tielen
- Turnhout

## Brussel
- Boondaal
- Bordet
- Brussel-Centraal
- Brussel-Noord
- Brussel-Luxemburg
- Brussel-Schuman
- Brussel-Zuid
- Diesdelle
- Etterbeek
- Jette
- Schaarbeek
- Sint-Job

## Henegouwen
- Aat
- Antoing
- Auvelais
- Bergen
- Binche
- Blaton
- Boussu
- Charleroi-Centraal
- Châtelet
- Courcelles-Motte
- Doornik
- Écaussinnes
- Edingen
- Froyennes
- 's-Gravenbrakel
- Hainin
- Herzeeuw
- Jemappes
- Jemeppe-sur-Sambre
- Jurbeke
- Komen
- La Louvière-Centrum
- La Louvière-Zuid
- Leuze
- Leval
- Luttre
- Marchienne-au-Pont
- Moeskroen
- Obaix-Buzet
- Opzullik
- Péruwelz
- Quaregnon
- Quiévrain
- Saint-Ghislain
- Thulin
- Zinnik

## Limburg
- Alken
- Beringen
- Beverlo
- Bilzen
- Bokrijk
- Diepenbeek
- Genk
- Hamont
- Hasselt
- Heusden
- Kiewit
- Leopoldsburg
- Lommel
- Neerpelt
- Overpelt
- Schulen
- Sint-Truiden
- Tongeren
- Zolder
- Zonhoven

## Luik
- Angleur
- Ans
- Aywaille
- Borgworm
- Coo
- Esneux
- Eupen
- Flémalle-Haute
- Glaaien
- Herstal
- Hoei
- Liers
- Luik-Carré
- Luik-Guillemins
- Luik-Sint-Lambertus
- Milmort
- Pepinster
- Poulseur
- Rivage
- Statte
- Trois-Ponts
- Verviers-Centraal
- Welkenraedt

## Luxemburg
- Aarlen
- Gouvy
- Libramont
- Marbehan
- Marloie
- Vielsalm

## Namen
- Andenne
- Ciney
- Dinant
- Gembloers
- Godinne
- Jambes
- Lustin
- Namen
- Rochefort-Jemelle
- Tamines
- Yvoir

## Oost-Vlaanderen
- Aalst
- Aalter
- Belsele
- Beveren
- Burst
- Denderleeuw
- Dendermonde
- De Pinte
- Deinze
- Erembodegem
- Gent-Sint-Pieters
- Gent-Dampoort
- Haaltert
- Lede
- Lokeren
- Melle
- Merelbeke
- Munkzwalm
- Oudenaarde
- Schellebelle
- Serskamp
- Sinaai
- Sint-Niklaas
- Wetteren
- Zele
- Zottegem

## Vlaams-Brabant
- Aarschot
- Boortmeerbeek
- Brussels Airport-Zaventem
- Diegem
- Diest
- Ezemaal
- Haacht
- Halle
- Hever
- Landen
- Langdorp
- Leuven
- Liedekerke
- Linkebeek
- Londerzeel
- Neerwinden
- Opwijk
- Sint-Genesius-Rode
- Testelt
- Tienen
- Vertrijk
- Vilvoorde
- Wespelaar-Tildonk
- Wezemaal
- Wijgmaal
- Zaventem
- Zichem

## Waals-Brabant
- Eigenbrakel
- Lillois
- Nijvel
- Ottignies
- Tubeke
- Waterloo

## West-Vlaanderen
- Bissegem
- Blankenberge
- Brugge
- De Panne
- Diksmuide
- Duinbergen
- Harelbeke
- Heist
- Ieper
- Ingelmunster
- Izegem
- Knokke
- Koksijde
- Kortemark
- Kortrijk
- Lichtervelde
- Menen
- Oostende
- Poperinge
- Roeselare
- Tielt
- Torhout
- Veurne
- Waregem
- Wevelgem
- Wervik
- Zedelgem